# Franco Vagneur
Franco Vagneur (Aosta, 14 febbraio 1944) è un ex ciclocrossista italiano.
Nel periodo compreso tra il 1961 e il 1982 ha partecipato a 483 gare di ciclocross ottenendo 208 vittorie.
Terminata la carriera da atleta è stato commissario tecnico della nazionale di ciclocross.

## Palmarès[3][4][5]

### Ciclocross
- 1972

Campionati nazionali: 2º
Gran Premio dell'Epifania (Solbiate Olona): vincitore
- 1974

Campionati del mondo: 4º
- 1976

Campionati del mondo: 5º
Gran Premio dell'Epifania (Solbiate Olona): 3º
- 1979

Campionati del mondo: 4º
Gran Premio Mamma e Papà Guerciotti: vincitore
Gran Premio dell'Epifania (Solbiate Olona): 2º